# Ельшата
Ельшата — деревня в Частинском муниципальном округе Пермского края России.

## История
Известна с 1748 года. В период с 2004 по 2020 годы входила в состав ныне упразднённого Шабуровского сельского поселения Частинского района.

## География
Деревня находится в юго-западной части края, в пределах Оханской возвышенности, на правом берегу реки Горюхалки, на расстоянии приблизительно 21 километра (по прямой) к северо-западу от села Частые, административного центра округа. Абсолютная высота — 166 метров над уровнем моря.
Климат
Климат характеризуется как умеренно континентальный, с продолжительной холодной зимой и коротким тёплым летом. Средняя многолетняя температура самого холодного месяца (января) составляет −14,6 °С (абсолютный минимум — −48 °С), температура самого тёплого (июля) — 18,7 °С (абсолютный максимум — 38 °С). Безморозный период длится 117 дней. Среднегодовое количество осадков — 570 мм. Снежный покров держится в течение 161 дня в году.

## Население
| 2010 |
| ---- |
| 191  |

Половой состав
По данным Всероссийской переписи населения 2010 года в половой структуре населения мужчины составляли 45,5 %, женщины — соответственно 54,5 %.
Национальный состав
Согласно результатам переписи 2002 года, в национальной структуре населения русские составляли 93 % из 224 чел.